# 푸시캣 돌스
푸시캣 돌스(Pussycat Dolls)는 미국의 팝 걸 그룹이자 캘리포니아주 로스앤젤레스 출신의 댄스팀이다. 1995년 안무가 로빈 안틴이 클럽 등지에서의 공연을 위해 결성했다. 언론들의 주목을 받은 이후 안틴은 2003년 인터스코프 게펀 A&M과 레코딩 계약을 체결하면서 푸시캣 돌스는 댄스팀에서 대중 음악 걸 그룹으로 전환되었다. 당시 멤버는 카밋 버처, 애슐리 로버츠, 킴벌리 와이엇, 니콜 셰르징거, 제시카 수타, 멜로디 숀튼으로 추려졌다. 안틴, 인터스코프, 여러 관계자들의 계획하에 세계적인 이미지와 대중적 브랜드를 가지게 되면서 변화했다.
2005년 첫 앨범 《PCD》가 발매되면서 푸시캣 돌스는 메인스트림 가수로 인정받게 된다. 앨범에서는 〈Don't Cha〉, 〈Buttons〉, 〈Stickwitu〉와 같은 히트 싱글을 만들어냈다. 대중적 성공에도 불구하고 셰르징거를 그룹을 이끄는 멤버로 지나치게 강조하면서 다른 멤버들과의 분쟁이 이어졌다. 이후 버쳐는 팀에서 나가게 되었고 두 번째 정규 앨범이자 그룹의 마지막 앨범 《Doll Domination》이 발매되었다. 앨범에서 〈When I Grow Up〉, 〈I Hate This Part〉, 〈Jai Ho! (You Are My Destiny)〉와 같은 싱글을 만들어냈다.
2009년 푸시캣 돌스는 활동을 중단하고 그룹을 해체한다고 발표했다. 푸시캣 돌스라는 브랜드는 관련 굿즈, 리얼리티 텔레비전 프로그램, 라스베가스 활동, 광고, 후속 그룹 (걸리셔스, 파라다이소 걸스, G.R.L.), 기타 사업 등 다양한 곳에 이용되었다. 《빌보드》는 2000년대 가장 성공한 음악가 순위 중 푸시캣 돌스를 80위에 선정했다. 그룹은 세계적으로 5,400만 장의 음반 판매량을 기록했는데, 세계에서 가장 많은 음반을 판 걸 그룹 중 하나이다. 2012년 《VH1》의 음악에서 가장 위대한 여성 100인 중 100위에 선정되었는데, 걸 그룹으로만 치면 10위에 해당되는 순위이다.

## 역사

### 1995-2002: 댄스팀으로의 시작
1990년, 안무가 로빈 안틴은 크리스티나 애플게이트, 카마 칼라와 함께 현대적인 클럽 공연단을 구상한다. 그리하여 창단된 공연단은 1995년 처음으로 공연을 하였다. 멤버 수를 점점 늘려가던 이 시기에, 그룹은 란제리나, 유행이 지난 핀업 의상을 입고 여러 객원 보컬들과 함께 1950 - 60년대의 팝 음악들을 레파토리로 삼아 공연했다. 이들은 1995년부터 2001년까지 매주 목요일 로스엔젤레스의 나이트클럽인 The Viper Room에서 공연했다. 또한 이들은 1997년 모건 힉비 나이트의 영화 Matters of Consequence]에 출연하기도 했다. 그룹은 1999년 6월 플레이보이 지에 실린 세미누드 사진으로 언론의 관심을 받게 되었다. 3년 후인 2002년 그들은 The Roxy 클럽으로 무대를 옮겼고, 몇몇 잡지들, MTV와 VH1의 TV 스페셜, 광고 캠페인 등에 출연하였다. 몇몇 멤버들은 2003년 개봉한 영화 미녀 삼총사 2에, 핑크 팬더의 테마에 맞춰 춤을 추는 모습으로 출연하기도 하였다. 또한 그들은 핑크의 Trouble의 뮤직비디오에도 출연했다. 크리스티나 애플게이트, 크리스티나 아길레라, 그룹의 대부분의 공연에서 리더 역할을 했던 카르멘 엘렉트라와 함께한 2002년의 맥심 지 화보 촬영은 푸시캣 돌스에 대한 대중의 관심을 높였다.
그룹에 대한 높아져가는 관심에, 그들을 댄스팀에서 음악 걸 그룹으로 전환시키기 위해 음악 프로듀서 지미 로빈과 론 페어가 그들과 함께 작업하기 시작했다. 그전까지 댄스팀이었던 그룹은 팝 음악을 부르는 가수로 변해갔고, 로빈의 레이블인 인터스코프 레코드 소속의 그룹이 된다. 그룹의 성격이 변하면서 멤버 구성에도 변동이 생기는데, 남아있던 멤버는 대표이자 매니저 역할을 맡은 안틴과, 카밋 버처, 사이아 배튼, 캐이시 캠벨, 애슐리 로버츠, 제시카 수타, 킴벌리 와이어트 등이었다.
이전까지 그룹의 퍼포먼스의 상당 부분에 기여했던 카르멘 엘렉트라는, 그룹이 음악을 하는 걸 그룹으로 변해가는 과정에 거의 관여하지 않았던 것에 대한 질문을 받자 이렇게 대답했다. "나는 2년 넘게 [푸시캣 돌스의] 멤버였고 그들과 모든 공연을 함께했다. [...] 그러나 재정적으로, 나는 그들의 새로운 음악 프로젝트에 함께할 수가 없었다. [...] 그 프로젝트는 내가 감당할 수 없는 희생이었다."

### 2003-2007: 가수로의 그룹 정비와 PCD
2003년, 오디션 프로그램 팝스타즈의 우승자로 구성된 그룹 에덴스 크러쉬의 전 멤버였던 니콜 셰르징거가 푸시캣 돌스의 리드보컬로 영입되었다. 이전부터 그룹 활동에 지쳐있던 셰르징거는 솔로 레코딩 계약을 위해 인터스코프 레코드를 찾았다가 뜻하지 않게 푸시캣 돌스에 영입되었다는 후문이다. 같은 해 보컬 멜로디 숀튼과 카야 존스 역시 그룹에 영입되었다. 초기의 그룹은 니콜 셰르징거, 멜로디 숀튼, 카야 존스, 로빈 안틴, 카밋 버처, 사이아 배튼, 캐이시 캠벨, 킴벌리 와이어트, 애슐리 로버츠, 제시카 수타 등의 멤버로 구성되어 있었다. 2004년 이 그룹은 영화 '샤크'와 '쉘 위 댄스'의 사운드트랙에 곡을 싣게 된다. 이 중 '쉘 위 댄스'의 OST에 실렸던 곡 'Sway'는 영화의 영상을 삽입한 뮤직비디오와 함께 그룹의 첫 싱글로 발매된다.

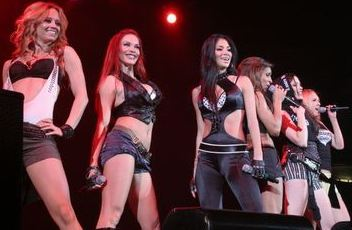
2006년 12월 10일 워싱턴 타코마 돔에서 공연 중인 푸시캣 돌스.

2004년, 데뷔 앨범을 위한 몇 개의 데모를 녹음한 후 존스가 탈퇴한다. 솔로 활동과 모델 일을 하고 싶다는 이유에서였다. 2005년, 푸시캣 돌스의 데뷔 직전에, 배튼과 캠벨 역시 솔로 활동을 위해 그룹을 탈퇴한다. 안틴 역시 그룹 관리자와 사업 지원 역을 맡기로 하고 직접적인 활동에서 발을 뺀다. 그리하여 푸시캣 돌스의 데뷔 멤버는 니콜 셰르징거, 멜로디 숀튼, 카밋 버처, 킴벌리 와이어트, 애슐리 로버트, 제시카 수타, 이렇게 총 여섯 명으로 추려진다.
2005년 9월 13일 푸시캣 돌스의 첫 번째 정규 음반 PCD가 발매됐다. 이 앨범은 그들이 활동했던 댄스팀 스타일의 댄스팝 음악들과, 트리뷰트, 커버곡들로 구성되어 있다. 이 앨범은 뉴질랜드에서 1위를 차지했고, 캐나다, 네덜란드, 미국에서 TOP 5에 이름을 올렸으며, 영국, 오스트리아, 독일, 스위스, 아일랜드에서 10위까지 올라갔다. PCD는 전 세계적으로 900만 장 이상의 판매고를 올렸다. 첫 싱글 'Don't Cha'는 영국, 오스트레일리아, 캐나다 등의 나라에서 1위에 올랐고, 빌보드 핫 100 차트 2위에 올랐다. 또한 이 노래는 한국의 휴대전화 기기 제조사 SKY의 휴대전화 CM송으로 쓰여, CM 속 모델들이 추는 춤 이름인 '맷돌춤'의 배경음악으로 유행하기도 하였다.
두 번째 싱글로 발매된 발라드곡 '|Stickwitu'는 미국에서 5위에 올랐으며 영국에서는 2위까지 올라갔다. 이 노래는 나중에 그래미 상의 |최우수 팝 퍼포먼스 그룹상 부문 후보에 오르기도 한다. Will.i.am이 피쳐링한 세 번째 싱글 'Beep'는 앞선 싱글들에 비해 열기가 줄어든 듯 보였으나, 그럼에도 뉴질랜드와 벨기에에서 1위를 차지했다. 네 번째 싱글 'Buttons는 미국의 래퍼 스눕 독과 함께 작업했고, 영국과 미국 차트에서 3위에 올랐다. 다섯 번째 싱글 'I Don't Need a Man'은 호주, 아일랜드, 뉴질랜드, 영국에서 최고 10위까지 올라갔지만 큰 성공을 거두지는 못했다. 푸시캣 돌스의 여섯번째 싱글은 팀발랜드가 피쳐링한 'Wait a Minute'으로, 미국 차트에서 40위를 차지했다. 그룹은 또한 미국 NBA 경기의 오프닝 공연을 맡기도 했으며, 블랙 아이드 피스의 혼다 시빅 투어의 북미지역 오프닝 공연도 진행했다. 2007년 초 그들은 크리스티나 아길레라의 Back to Basics Tour에 대니티 케인, NLT와 함께 게스트로 초청돼 공연하기도 했다.
2006년 11월, 푸시캣 돌스는 그들의 첫 월드투어인 PCD World Tour에 들어갔다(영국 지역에서는 리한나가 오프닝을 맡아주었다). 투어 공연 중 Manchester Evening News Arena에서 열린 공연은 녹화되어 이후 MSN Music 을 통해 방송되었다.
2006년 4월, 뉴욕 타임즈는 인터스코프 레코드사가 America's Next Top Models의 프로듀서와, 미녀 삼총사의 감독인 McG와 함께 자체 리얼리티 TV 프로그램을 준비중이라는 사실을 보도했다. Pussycat Dolls Present: The Search For the Next Doll이라 이름붙여진 이 프로그램은 푸시캣 돌스의 새 멤버를 찾기 위한 목적으로 만들어졌다. 이 새 멤버는 푸시캣 돌스와 함께 새 앨범을 녹음하고 투어를 진행할 예정이었다. 이 프로그램은 2007년 3월 6일 Saverio Principini의 음악과 함께 The CW에서 방영을 시작했고, 4월 1일에는 영국과 오스트레일리아에서도 방영되기 시작했다. 최종 우승자는 아시아 니톨라노로 결정되었다. 그러나 7월, 니톨라노가 그룹 멤버 대신 솔로 경력을 쌓기로 결심했다는 사실이 알려졌다.

### 2008-2010:Doll Domination과 해체
이 프로그램의 두 번째 시즌은 Pussycat Dolls Present: Girlicious라는 제목으로 2008년 2월 18일 방송을 시작했다. 푸시캣 돌스의 새 멤버를 찾기 위해 진행된 이전 시즌과는 다르게, 이 시즌에서는 새 3인조 걸그룹 걸리셔스의 멤버를 찾기 위한 오디션이 이루어졌다. 두 시즌 모두 푸시캣 돌스의 멤버들이 매주 출연하여 특별 심사위원으로, 스페셜 공연으로, 혹은 영상 메시지 전달 등으로 활약했다.
푸시캣 돌스는 2008년 11월 로스엔젤레스의 클럽 The Viper Room으로 돌아와, 매주 금요일과 토요일 'Pussycat Dolls Lounge'라는 이름의 공연을 진행하였다.

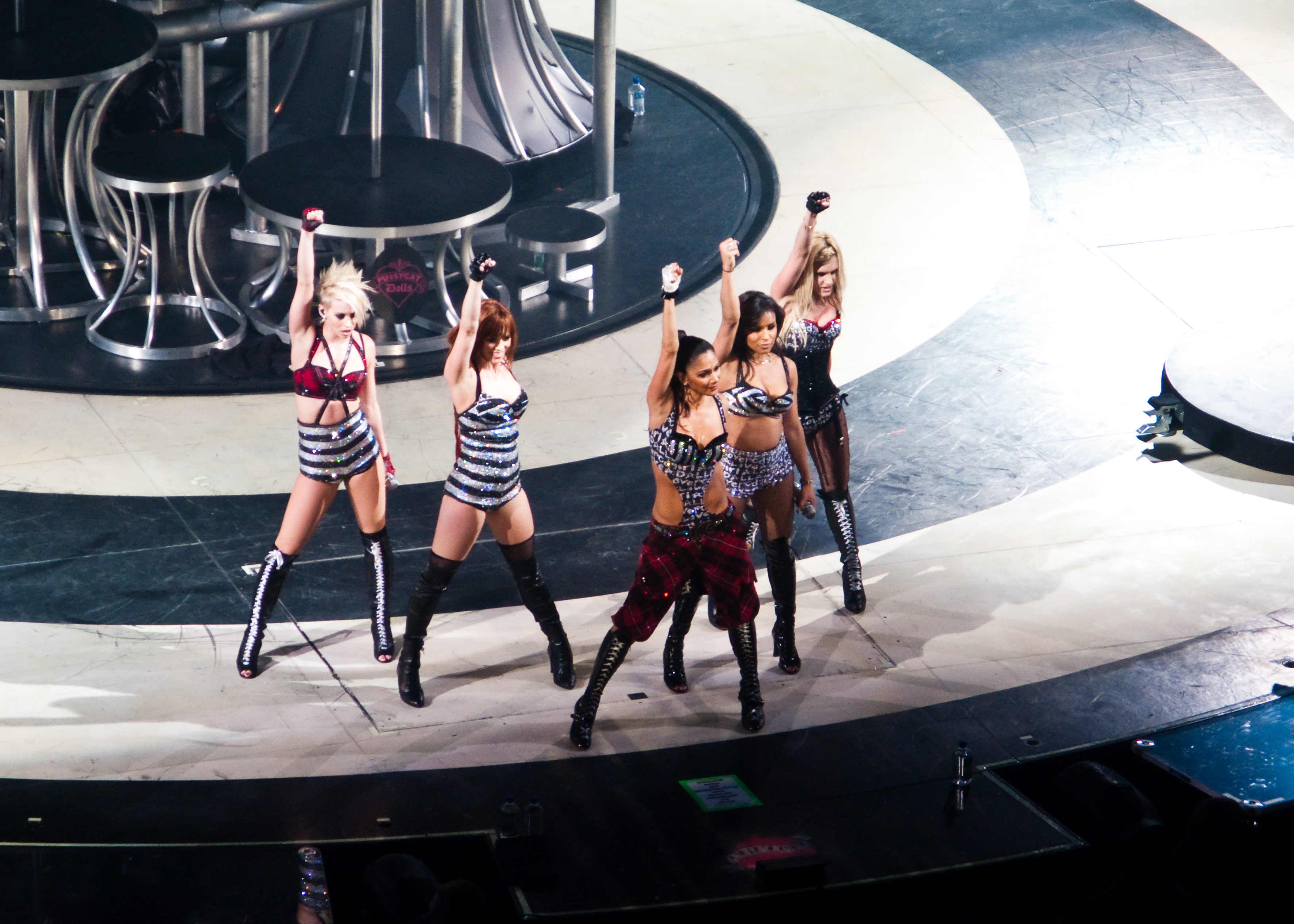
2009년 The Circus Starring Britney Spears의 게스트로서 오프닝 공연 중인 푸시캣 돌스

2007년, Pussycat Dolls Present: The Search For the Next Doll의 우승자 아시아 니톨라노는 '명목상' 푸시캣 돌스의 일곱번째 멤버가 되었고, 그녀에게는 새 앨범 녹음과 투어 참여의 기회가 '주어지기는 했다'. 그녀는 프로그램의 마지막회에서 그룹 멤버들과 함께 처음으로 'Don't Cha'를 공연했다. 그녀는 The CW의 파티 행사에서 멤버들과 다시 한 번 공연할 수 있었다. 그러나 그녀가 이 두 번의 무대에서만 모습을 드러냈기 때문에, 그룹에서의 그녀의 위치는 항상 의문이었으며, 그룹의 Live Earth 공연 라이브 중에도 아주 명백하게, 전혀 모습을 드러내지 않았기 때문에 이 의문은 더욱 더 심해져만 갔다. 이 와중에 2008년 8월, 카밋 버쳐가 다른 작업상의 이유를 들며 탈퇴를 선언했다.
2008년 5월 27일, 푸시캣 돌스는 새 싱글 'When I Grow Up'을 발표했다. 이 싱글은 빌보드 핫 100 차트에서 9위, 핫 댄스 클럽 플레이 차트에서는 1위를 차지했다. 몇몇 유럽 국가에서는 1위에 올랐으며, 세계적으로 TOP 10에 이름을 올린 싱글이 되었다. 미시 엘리엇이 피쳐링한 다음 싱글 'Whatcha Think About That'은 미국 차트 진입에는 실패했으나, 영국을 포함한 몇 나라의 차트에서는 간신히 TOP 20을 마크하는 데 성공했다. 그룹의 두 번째 앨범 Doll Domination은 2008년 9월 19일에 발매되었다. 이 앨범은 첫 주에 빌보드 200 차트에서 4위에 올랐고, 한 주간 약 7만 9천장을 판매했다. 앨범의 세 번째 싱글 'I Hate This Part'는 같은 해 10월에 출시됐고 주요 차트에서 10위 안에 드는 성적을 올렸다. 네 번째 싱글 'Bottle Pop'은 2009년 3월 미국과 오세아니아 지역 한정으로 발매됐다.
푸시캣 돌스는 앨범 홍보를 위해 Doll Domination Tour라는 이름의 월드 투어에 나섰다. 유럽과 오스트레일리아 공연에서는 레이디 가가가 오프닝을 맡아주었으며, 영국 지역에서는 니요가 그들을 지원해주었다. 이들은 2009년 6월 6일 서울 올림픽공원 사이클 경기장에서 첫 내한공연을 가졌다. 그러나 이날 내한공연에는 실망스러운 요소들이 많았다. 멤버 제시카 수타는 부상으로 인하여 한국에 오지 못하였으며 멜로디 숀튼마저 부상으로 인하여 춤을 추지 못하였다. 또한 게스트로 애프터스쿨과 손담비가 초대되었는데, 두 팀에게 주어진 시간은 30여 분이였지만, 10여 분 만에 오프닝 무대를 끝내버려 찾아온 관객들을 어리둥절하게 만들었다. 하지만 남은 3멤버가 폭발적인 공연리드에 의하여 약 1시간 동안 15곡의 노래를 들려주며 공연을 마쳤다. 2008년 7월 그룹은 MTV 아시아 뮤직 어워드에서 오프닝 무대를 장식하여 아시아 무대에 처음으로 "When I Grow Up"을 선보였고, 폭발적인 무대매너와 퍼포먼스로 화제가 되기도 했다. 2009년 중반에 그들은 브리트니 스피어스의 투어 The Circus Starring Britney Spears의 북미지역 오프닝을 맡기도 했다.
2009년 4월 셰르징거는 빌보드 지에 '더 많은 사람들이 우리의 음악을 들을 기회를 갖도록 하기 위해서, 앨범을 재발매할 것이다'라고 발표했다. 유럽에서는 4개의 신곡을 실은 앨범이 재발매되었다. 오스트레일리아에서는 Doll Domination 2.0이라는 제목의, 원래 앨범의 여섯 곡과 신곡 네 곡을 실은 컴필레이션 앨범이 발매되었다. 영국에서는 원래 앨범의 네 곡과 리믹스들, 신곡들이 담긴 Doll Domination: The Mini Collection이 2009년 4월 27일 발매되었다. 2009년 8월, 이전에 발매된 모든 신곡과 오리지널 앨범 곡들을 한 CD에 묶은 Doll Domination 3.0이 재차 발매되었다. 이 재발매반은 그룹의 싱글이 모두 TOP 20 안에 이름을 올렸던 유럽과 영국 지역에 한해서 발매되었다. 이 새 재발매반에는 두 개의 싱글이 추가되었다. 영화 슬럼독 밀리어네어의 오리지널 사운드트랙에서 따 온 세계적인 인기 싱글 'Jai Ho!'와 역시 세계적으로 TOP 20 안에 이름을 올린 기존 앨범 수록곡 'Hush Hush'의 리믹스 버전('Hush Hush; Hush Hush'라는 새로운 제목이 붙었다)이 그것이다. 이 두 싱글의 발매에 대한 셰르징거의 강력한 의지에 뒤이어, 투어 중 일어난 숀튼과의 사태 등 멤버들 간의 감정적인 대립 사태가 언론에 여러 번 불거지게 되었다.
2010년 1월 29일 제시카 수타는 그룹과의 투어 중 입은 갈비뼈 부상 이후 그룹에서 '쫓겨났다'고 E!Online에 폭로한다. 2월 26일 Loaded Magazine은 킴벌리 와이어트가 그룹을 떠났다는 사실을 확인했다고 보도한다. 와이어트는 탈퇴하면서 이 잡지에 이렇게 언급한다. "우리가 무대에서 하던 일들을 사랑했기 때문에, 상황이 조금 더 달랐으면 어떨까 하는 생각이 든다. 푸시캣 돌스의 멤버여서 정말 좋았지만, 무대 밖에서의 여러 가지 일을 생각해볼 때... 나는 더 이상 이 일을 할 수 없을 것 같다. 무대에 설 때, 나는 나의 할 일이 무엇인지를 잘 알고 있고 내 능력이 닿는 한 최선을 다해 그 일을 해왔다. 지금 나는 그냥 회사에서 하는 일 같은 걸 하고 싶기도 하다. 왜냐하면 그것은 그냥 일, 그 이상은 아니니까!" 하루 뒤, 애슐리 로버츠 역시 자신의 홈페이지를 통해 그룹 탈퇴 사실을 알린다. 그녀는 탈퇴 사실을 알리는 글에 이렇게 썼다. "맞아요. 저는 푸시캣 돌스를 떠났어요... 여러분 모두를 정말로 사랑해요!!! 여러분의 사랑과 지지를 얻을 수 있어서 정말로 기뻐요. 놀라운 여행이었고 정말 많은 걸 배웠어요!" 와이어트는 후에 멜로디 숀튼을 포함한 모든 멤버가 그룹을 탈퇴했다는 사실을 확인해주었다. 2010년 말 셰르징거는 솔로 활동을 위해 공식적으로 그룹 탈퇴를 선언하였다.

## 기타 활동
2007년, 인터스코프 레코드는 런던에서 공개 오디션을 통해 파라다이소 걸스라는 이름의 스핀오프 걸 그룹을 조직했다. 이 그룹의 원래 라인업은 리드보컬인 아리아 카스카발과 로린 베넷, 래퍼 샤 매 아모르, DJ 켈리 베켓이었다. 안틴과 페어는 Pussycat Dolls Present:The Search For the Next Doll의 준우승자 첼시 코카를 세 번째 보컬로 합류시켜, 그룹의 최종 라인업을 확정했다. 이 그룹은 데뷔 싱글과 앨범을 조만간 발매하고 전 세계 데뷔했다.
푸시캣 돌스는 The Sims 2:Pets라는 컴퓨터 게임에 삽입하기 위해 그들의 싱글 'Don't Cha'를 심즈어로 새롭게 녹음하였다. 그들은 또한 2006년 11월, Asphalt: Urban GT 2라는 컴퓨터 게임에 캐릭터로 등장하기도 했다.

### 굿즈 판매
2006년 인터스코프 레코드와 상품 판매 계약을 체결한 장난감 회사 하스브로는 6세에서 9세 아동을 타겟으로, 푸시캣 돌스를 모델로 한 인형 제작을 계획했다. 그러나 Dad And Daughters와 Campaign for a Commercial-Free Childhood라는 단체는 로비를 통해 이 계획을 저지하는 데 성공했다. 그들이 느끼기에 그 상품 계획은, 푸시캣 돌스의 노래, 라이브와 뮤직비디오의 성격으로 미루어보아 어린이에게 적절하지 않게 여겨졌기 때문이다.
인터스코프 레코드는 화장품 회사 에스티 로더와도 계약을 체결하고, 그들의 라인 중 하나인 스틸라를 통해 '푸시캣 돌스 라인'을 출시하기도 했다.
2008년, 푸시캣 돌스의 제작자 로빈 안틴이 캐나다의 La Senza Corperation과 계약을 맺고, 푸시캣 돌스 스타일의 란제리 라인 "Shhh... by Robin Antin"을 런칭한다는 사실이 알려졌다.
2009년 12월 15일 로빈 안틴은 Pussycat Dolls Lounge 공연의 댄서들과, 당시 그룹 걸리셔스의 멤버였던 크리스티나 세이어스, 니콜 셰르징거가 출연한 Robin Antin's Pussycat Dolls Workout이라는 제목의 DVD를 출시됐다.

## 반대의 목소리
2006년, PCD World Tour를 준비중이던 그룹은 말레이시아의 수도 쿠알라룸푸르에서의 라이브 허가에 어려움을 겪게 된다. 그룹의 '눈을 강조하는 짙은 화장'과 '성적으로 여겨지는 무대 구성'에도 놀라는 무슬림 국가에서 그들의 그 안무를 환영할 리 없었다. '가장 중요한 것은 엔터테인먼트'라고 생각한 인터스코프 레코드와 그룹은 공연을 그대로 강행하지만, 이 사건으로 회사는 3,000달러의 벌금을 내야만 했다.
그 사이에, Entertainment Weekly의 마고 왓슨은 리드보컬 니콜 셰르징거에 대한 지나친 부각을 강하게 비판하고 나섰다. 왓슨은 이렇게 말했다. "세상엔 두 종류의 걸그룹이 있다. The Supremes나 Destiny's Child처럼 함께 슈퍼스타가 된 경우, 스파이스걸스나 TLC처럼 개개인의 한정된 재능들이 모여 하나의 카리스마적인 성격을 이루게 된 경우. 푸시캣 돌스는 어느 쪽도 아니다. 그들은 하나의 브랜드가 되었지만, 그들을 그룹이라 볼 수는 없다. 2005년의 히트 앨범 PCD는 리더인 니콜 셰르징거가 세간에 부각되도록 만들었지만, 그녀는 비욘세가 아니다. 다른 멤버들은... 글쎄, 당신은 다른 멤버들의 이름을 댈 수 있는가? 아니, 푸시캣 돌스의 멤버가 몇 명인지 알기는 하는가?"

## 음반 목록
- 2005: 《PCD》
- 2008: 《Doll Domination》

## 콘서트
- 2006-2007: PCD World Tour
- 2009: Doll Domination Tour

오프닝 게스트
- 2006: Honda Civic Tour
- 2007: Back To Basics Tour
- 2009: The Circus Starring Britney Spears

## 수상목록
| 연도 | 수상 내역 |
| ---- | --- |
| 2005 | - 빌보드 뮤직 어워드 올해의 탑 알앤비/힙합 싱글 판매량상 (Don't Cha) - 빌보드 뮤직 어워드 올해의 탑 댄스/클럽 플레이 세일즈 - 빌보드 뮤직 어워드 핫 알앤비/힙합 노래 세일즈 |
| 2006 | - 엠넷 케이엠 뮤직 페스티벌 외국음악부문 최우수 아티스트상 - MTV 비디오 뮤직 어워드 최우수 댄스 비디오상 ( Buttons ) - TMF 어워드 최우수 음반 인터내셔널상 (PCD)            |
| 2007 | - ECHO 어워드 최우수 인터내셔널 그로우업상 |
| 2008 | - MTV 비디오 뮤직 어워드 최우수 댄스 비디오상 ( When I Grow Up ) - 인뮤직 어워드(캐나다) 최우수 음반상 (Doll Domination) - 뮤직 어워드(캐나다) 섹시스트 비디오상            |
| 2009 | - 엠넷 아시안 뮤직 어워드 월드 최우수 아티스트상 - NRJ 뮤직 어워드 올해의 인터내셔널 Group/Duo상                                                                            |